# IC 993
IC 993 је спирална галаксија у сазвјежђу Волар која се налази на листи објеката дубоког неба у Индекс каталогу.
Деклинација објекта је + 11° 12' 59" а ректасцензија 14h 18m 18,6s. Привидна величина (магнитуда) објекта IC 993 износи 14,9 а фотографска магнитуда 15,7. IC 993 је још познат и под ознакама MCG 2-36-63, CGCG 74-160, CGCG 75-1, ARAK 446, PGC 51093.